# Charles Legeyt Fortescue
Charles LeGeyt Fortescue (* 9. November 1876 in York Factory (Manitoba), Kanada; † 4. Dezember 1936 in Pittsburgh) war ein kanadischer Elektrotechniker. Er entwickelte die in der elektrische Energietechnik und bei Dreiphasensystemen (Mehrphasensystemen) angewandte Methode der symmetrischen Komponenten.
Seine erste Ausbildung erwarb er in England. Er graduierte 1898 am Queen’s University (Kingston) in Elektrotechnik und begann dann bei der Westinghouse Electric in East Pittsburgh, Pennsylvania. 1901 ging er in die Transformatoren-Entwicklung, und arbeitete an Problemen, die bei Hochspannung auftraten. 1913 veröffentlichte er bei AIEE The Application of a Theorem of Electrostatics to Insulator Problems.